# Raphael Macena
Raphael Macena est un footballeur brésilien né le 25 février 1989 à Ipiaú. Il évolue au poste d'attaquant avec le Santa Cruz FC.

## Biographie
Raphael Macena joue au Brésil, en Grèce, et au Japon.